# Fiat Dovunque
De Fiat Dovunque of SPA Dovunque was een serie middelzware vrachtwagens gemaakt voor het Italiaanse leger. De productie begon begin jaren 30 en de voertuigen zijn tot ver na de Tweede Wereldoorlog in gebruik geweest. SPA was destijds een aparte divisie van Fiat die zich richtte op vrachtwagens voor militair en commercieel gebruik. Dovunque betekent letterlijk “overal” of “in alle terreinen”.

## Geschiedenis en ontwikkeling
De Dovunque was een doorontwikkeling van de Fiat 611. Deze vrachtwagen voor commercieel gebruik werd aangepast om aan militaire eisen te voldoen. De Dovunque had een standaardopbouw met voorin een frontstuurcabine en vervolgens het laadgedeelte. De Dovunque 33 en Dovunque 35 verschilden uiterlijk weinig van elkaar al was de laatste wel een verbeterde versie met een sterkere motor. De versnellingsbak voor beide versies telde vier versnellingen voor- en een achteruit en er was een reductiebak aanwezig waardoor rijden in hoge en lage gearing mogelijk was. De ontwikkeling van de Dovunque 41 startte in 1941. Sinds de introductie van de Dovunque 35 was de techniek in de zeven tussenliggende jaren verder ontwikkeld en dit werd in de Dovunque 41 toegepast.
Het laadgedeelte van alle Dovunque versies kon worden afgeschermd met een canvas dak. De twee hooggeplaatste reservewielen waren vrijdraaiend gemonteerd en dienden ook als zogenaamde “steunwielen". Dit om te voorkomen dat de aandrijflijn werd beschadigd bij het rijden over geaccentueerd terrein. Het was uitgerust met zes wielen waarvan alleen de achterste vier werden aangedreven (6x4), alleen de Dovunque 41 had aandrijving op alle zes wielen. De standaardvrachtwagen, met een laadvermogen tussen de 2 en 3 ton, werd het meest geproduceerd, maar het is ook uitgerust met een vaste cabine op het laadgedeelte, als wapendrager en ook een pantserwagen variant is gemaakt.
In 1923 raakte SPA, Societá Piedmontese Automobili, in financiële problemen. Fiat nam de onderneming over en dit leverde een belangrijke bijdrage aan de vrachtwagenactiviteiten van Fiat. De campagnes van het Italiaanse leger in Ethiopië, Spanje en Albanië leidde tot een grote vraag naar militaire voertuigen. Fiat’s dochteronderneming SPA leverde veel voertuigen met een laadvermogen tussen de 0,75 ton en 5 ton. In de jaren 1941-1943 leverde SPA gemiddeld zo’n 11.000 voertuigen aan het leger. Na 1942 zakte de productie en in 1945 werden slechts zo’n 3.000 voertuigen geproduceerd. In 1947 ging SPA helemaal op in het Fiat concern.

## Dovunque 33

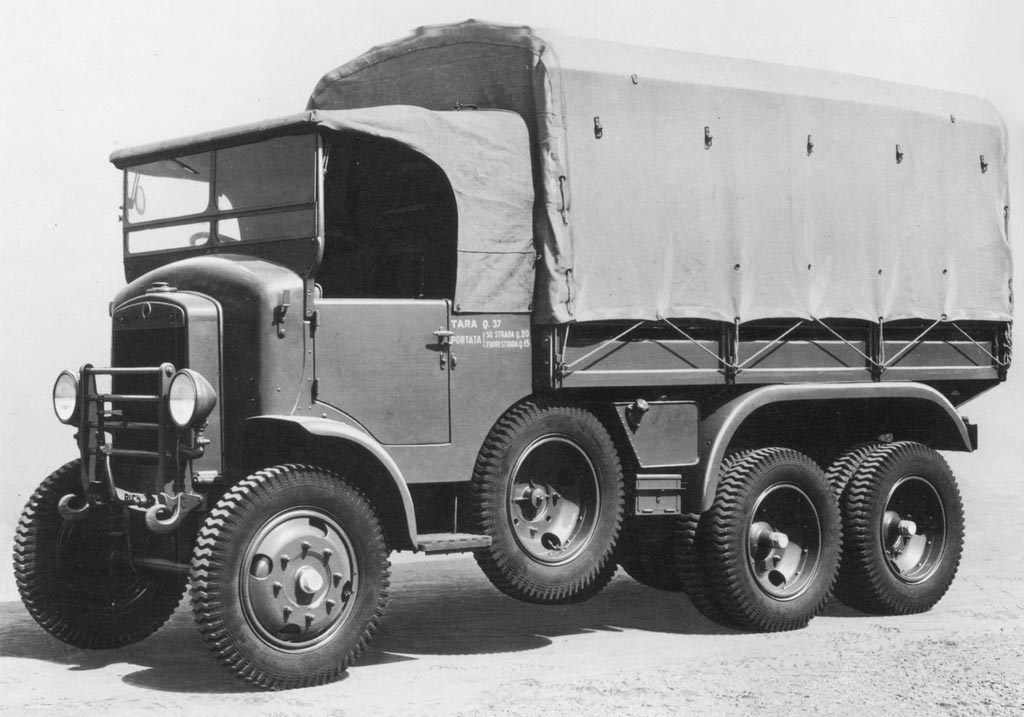
Fiat Dovunque 33

Dit voertuig werd in 1931 ontwikkeld en de eerste exemplaren werden in 1932 geleverd. Het was uitgerust met een Fiat 122B zescilinder benzinemotor met een cilinderinhoud van 2.953 cc. Het leverde een vermogen van 46 pk bij 2.400 toeren per minuut. De brandstoftank had een totale capaciteit van 100 liter en dit gaf het voertuig een actieradius van 280 kilometer. Het laadvermogen was 2 ton of 20 militairen met uitrusting. In 1935 zijn 82 voertuigen ingezet bij de strijd in Ethiopië. Het voertuig beviel, maar een aantal tekortkomingen kwamen ook aan het licht waaronder de zwakke motor.
- Lengte: 5,0 m
- Hoogte: 2,9 m
- Breedte: 2,0 m
- Gewicht: 3800 kg

## Dovunque 35
Deze manco’s werden met de introductie van de Dovunque 35 verholpen. De vering werd versterkt en verbeterd en een sterkere viercilinder benzinemotor werd toegepast. De Fiat 18T leverde een vermogen van 55 pk. De cilinderinhoud was 4.053 cc. Het laadvermogen werd verhoogd tot 2,5 ton. Om door moeilijk terrein te kunnen rijden was het nu ook mogelijk rupsbanden om de achterwielen te leggen. De maximumsnelheid lag op zo’n 60 km/u. De productie van deze versie begon in 1936. Het type 35 werd voor het eerst ingezet tijdens de Spaanse Burgeroorlog en werd gedurende de hele Tweede Wereldoorlog ingezet waaronder in Noord-Afrika en de Sovjet-Unie. Het werd gebruikt voor het transport van lichte kanonnen en luchtafweergeschut. Een Breda 20/65 luchtafweerkanon werd op het laadgedeelte geplaatst. De luchtmacht gebruikte ook een versie met een vaste cabineopbouw op het laadgedeelte. Tussen januari 1944 en januari 1945 zijn nog 307 vrachtwagens van dit type gemaakt voor de Wehrmacht. De voertuigen zijn tussen 1936 en 1950 in gebruik geweest.
- Lengte: 5,0 m
- Hoogte: 2,9 m
- Breedte: 2,1 m
- Gewicht: 4500 kg

## Dovunque 41
In 1942 kwam de Dovunque 41 in productie. Dit was een vergrote versie van de Dovunque 35 en werd gebruikt als gewone vrachtwagen maar ook als artillerietrekker. Alle voertuigen waren uitgerust met een lier. Het voertuig was zwaarder, met een groter laadvermogen en een nog krachtiger motor. De Fiat 366 zescilinder dieselmotor had een inhoud van 9.365 cc en een vermogen van 110 pk bij 2000 toeren per minuut. De versnellingbak kreeg een extra versnelling vooruit, dus vijf in totaal. Alle zes  wielen werden aangedreven (6x6). Het laadvermogen was zo’n 4 ton. De maximumsnelheid lag rond de 50 km/u. Productie voor het Italiaanse leger werd begin 1944 gestaakt, maar de Wehrmacht heeft ook nog 153 exemplaren laten maken. In 1948 werd de productie definitief gestaakt en de voertuigen zijn tot de jaren zestig in gebruik geweest.
- Lengte: 7,0 m
- Hoogte: 2,8 m zonder huif en 3,1 m met huif
- Breedte: 2,3m
- Gewicht: 8800 kg

## Naslagwerken
- (it)  Gli Autoveicoli tattici e logistici del Regio Esercito Italiano fino al 1943, tomo secondo, Stato Maggiore dell'Esercito, Ufficio Storico, Nicola Pignato & Filippo Cappellano, 2005
- (it)  Gli autoveicoli da combattimento dell'Esercito Italiano, Volume secondo (1940-1945), Stato Maggiore dell'Esercito, Ufficio Storico, Nicola Pignato & Filippo Cappellano, 2002